# Sciades sona
Sciades sona es una especie de pez de la familia Ariidae en el orden de los Siluriformes.

## Morfología
• Los machos pueden llegar alcanzar los 92 cm de longitud total.
- Tiene espinas en las aletas dorsal y pectoral que pueden infligir heridas dolorosas.[1][2]

## Alimentación
Come principalmente invertebrados y pecesitos.

## Hábitat
Es un pez demersal y de clima tropical.

## Distribución geográfica
Se encuentra desde el Pakistán hasta Tailandia, Indonesia y la Polinesia, e incluyendo el delta del Mekong.

## Uso comercial
Es vendido en los mercados principalmente fresco y en salazón.